# شيكل

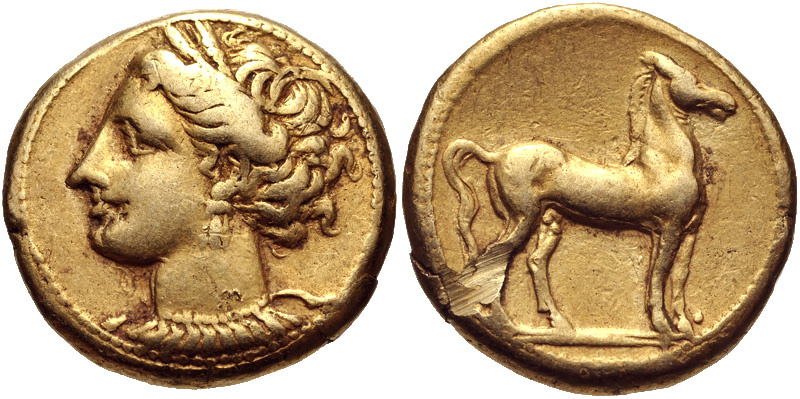
شاقل قرطاج، من 310 إلى 290 قبل الميلاد.

الشاقل (بالأكادية: šiqlu أو siqlu)، (بالعبرية:שקל , pl. shekels, sheqels, sheqalim שקלים) هي عدد من الوحدات القديمة التي قد تعبر عن الوزن أو العملة، وقد كان الاستخدام الأول هو في بلاد ما بين النهرين العراق حوالي 3000 سنة قبل الميلاد. وفي البداية، ربما يشير إلى الوزن الذي يعتمد على الشعير.حيث كان هذا حوالي 180 شاقل حبوب تمثل (11 غرام أو 0.35 أوقية). وقد كان الشاقل مشترك بين الشعوب السامية الغربية. الموآبيين، الأدوميين والفينيقيين وكلهم استخدموا الشاقل، كما استندت العملة البونية أيضا على الشاقل، وهذا مستمد من تراث الأجداد العراقيين.

## بسط وعلل
تستند الكلمة العبرية شيكل على جذر اللفظي ل «يزن» (ش ق ل)، من أصل واحد إلى الأكادية شِقلُ أو سِقلُ، وهي وحدة من وزنه تعادل السومرية gin2. استخدام الكلمة كان لأول مرة في عام 2150 قبل الميلاد في عهد الامبراطورية الأكادية تحت حكم نرام سين، وبعد ذلك في سنة 1700 قبل الميلاد في شريعة حمورابي. عثر على جذر (ش ق ل) في الكلمات العبرية ل «لتزن» (شَقَل)، «الوزن» (مِشقَل) و «النظر» (شِقُّل)، ويرتبط إلى جذر (ت ق ل) في الآرامية، والجذر في (ث ق ل) العربية، كما هو الحال في الكلمة العربية ل «ثقيل». الكتابة على الحائط الشهير في الكتاب المقدس من دانيال يتضمن استخدام خفي للكلمة في اللغة الآرامية: «فرسين، teqel، يو farsin». جاءت كلمة «شيكل» وترجمتها إلى اللغة الإنجليزية عن طريق الكتاب المقدس العبري، حيث استخدمها لأول مرة في سفر التكوين.

## الشيكل في وقت مبكر

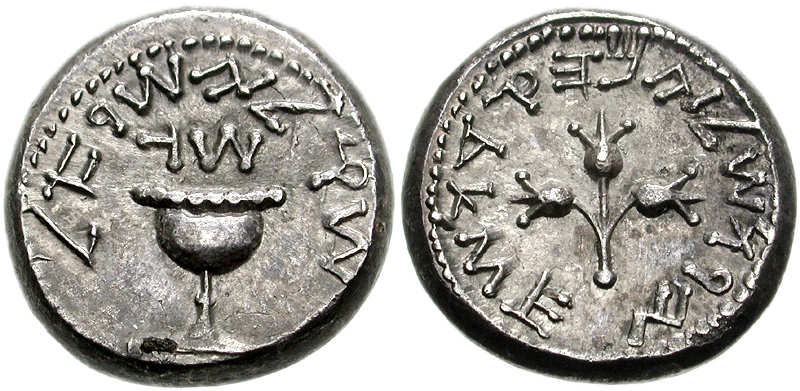
سك الشيكل الفضية في القدس في التمرد اليهودي الأول ضد روما عام 68 م الوجه الأول: «شيكل إسرائيل سنة 3». عكس: «القدس المقدسة»

الأجزاء الأولى من الشيكل كان وحدة للوزن، كما تستخدم وحدات أخرى مثل غرام وأوقية للتجارة قبل ظهور النقود المعدنية. تم اختراع النقود المعدنية من قبل تجار الأناضول الأوائل الذين ختمها علاماتهم لتجنب وزنها في كل مرة تستخدم. ختمت القطع النقدية في وقت مبكر بالختم الرسمي للمصادقة على وزنهم.سبائك الفضة، صدرت بعضها مع علامات.لاحقاً قررت السلطات من سيقوم بتصميم القطع النقدية.
(معهد ديترويت للفنون، 1964) ولايات هيرودوتس التي صدرت العملة أول مرة من قبل كرويسوس، ملك ليديا، تمتد إلى دريك الذهبي (بقيمة 20 sigloi أو الشاقل)، الصادرة عن الإمبراطورية الفارسية وأوبول الأثيني الفضي والدراخما.
كما هو الحال مع العديد من الوحدات القديمة، كان الشيكل يملك مجموعة متنوعة من القيم اعتمادا على العهد والحكومة والمنطقة؛ الأوزان ما بين 9 و 17 غراما، والقيم 11، 14، و 17 غراماً شائعة.
الشاقل هو العملة الذهبية أو الفضية على قدم المساواة في الوزن إلى واحدة من هذه الوحدات. ومن لا سيما رئيس عملة فضية من العبرانيين.
التقيل الآرامي يشابه الشيكل العبري المستخدم في الكتابة على الجدار في عيد بيلشاصر، وفقا لكتاب دانيال الذي يعرف بأن أسهم وزنه جذر مشترك مع كلمة الشيكل وحتى قد تشهد بالإضافة إلى ذلك إلى الاستخدام الأصلي باعتباره الوزن.

## شيكلصور
شيكل أرجوان صور الفضي وسيلة لدفع الضريبة في القدس، وقد اقترح بوصفه عملة الممكن استخدامها ك «30 قطعة من الفضة» في العهد الجديد.

## شيكل القدس
بعد ذلك استبدل شيكل صور وضريبة المعبد في عام 66 م إلى شيكل القدس إبان الثورة اليهودية الأولى ضد روما.

## شيكل بار كوخفا

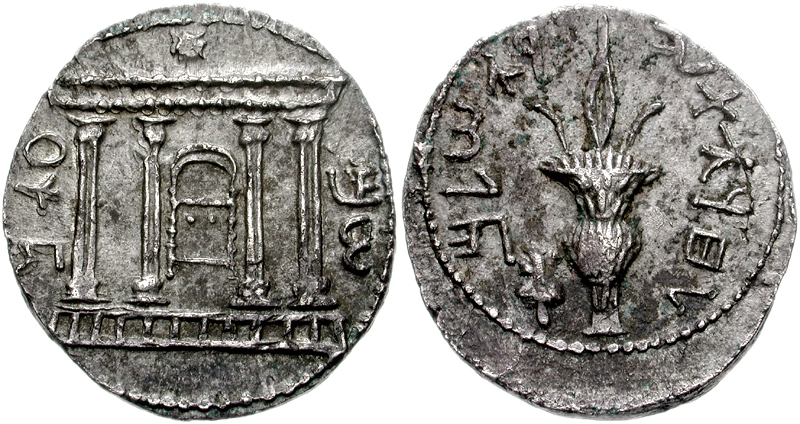
شيكل بار كوخفا الفضي, الوجه الآخر: واجهة المعبد اليهودي مع النجم الصاعد، وتحيط بها "شمعون". عكس: A lulav، نص على ما يلي: "لحرية القدس"

خلال ثورة بار كوخفا ضد الإمبراطورية الرومانية عام 132 م، اليهود من يهودا صادقوا على شيكل بار كوخفا كعملة رسمية.

## في العصر الحديث
منذ عام 1980، كان الشيكل عملة الدولة الحديثة في إسرائيل، لأول مرة الشيكل الإسرائيلي، ثم (منذ عام 1985) الشيكل الإسرائيلي الجديد.